# Le Grand Michu
Le Grand Michu est une nouvelle d’Émile Zola publiée dans les Nouveaux contes à Ninon en 1870.

## Résumé
Le grand Michu prend à part le narrateur, qui est un élève de 4ème, dans la cour de recréation pour lui demander d’être son complice dans une révolte au réfectoire. Les élèves redoutent le Grand Michu car son père avait un grand prestige : il avait combattu contre le coup d'État du 2 décembre 1851. Les élèves se plaignent de la mauvaise qualité du repas pour le collège. Le Grand Michu, quant à lui, aimait la cantine, il manquait juste de nourriture car il était plus grand que les autres et mangeait donc plus. Le grand Michu a été nommé chef de la révolte des élèves. Il est solidaire et fait preuve de dévouement aux intérêts de la communauté.
Les élèves décident de faire une grève de la faim jusqu’à ce que les repas de tous les jours soient améliorés. La révolte éclate, ils chantent la Marseillaise et à la fin le Grand Michu laisse partir ses camarades. Cependant il dit : « vous m’avez joliment lâché ».

## Liste des personnages
- Le Grand Michu : grand gaillard qui a des poings énormes. Il est très fort, mais très doux en réalité. Ses yeux sont gris. Il a dix- huit ans et paraît « comme taillé à coups de hache ». Il a toujours faim, seule importe pour lui la quantité de nourriture.
- Le jeune narrateur anonyme (élève) : il raconte son histoire.
- Le père du Grand Michu est évoqué par le narrateur qui raconte son histoire. Il est surnommé le brigand de Michu.
- Les autres élèves anonymes : ils sont plus petits et moins forts que le Grand Michu. Ils pensent surtout à la qualité des repas.